# Мари-Викторен (Кируак)
Жозеф Луи Конрад Мари-Викторен (фр. Joseph Louis Conrad Marie-Victorin, 3 апреля 1885 — 15 июля 1944) — канадский ботаник, один из самых выдающихся учёных Квебека.    

## Имя
В различных источниках встречаются разные формы записи его имени:
- фр. Joseph Louis Conrad Kirouac[6],
- фр. Joseph Louis Conrad Kirouak[6],
- фр. Joseph-Louis-Conrad Kirouac[7].

## Биография
Жозеф Луи Конрад Мари-Викторен родился в провинции Квебек 3 апреля 1885 года.    
В 1939 году он совершил свою первую научную поездку на Кубу.  
Жозеф Луи Конрад Мари-Викторен умер из-за автомобильной аварии 15 июля 1944 года.    

## Научная деятельность
Жозеф Луи Конрад Мари-Викторен специализировался на папоротниковидных и на семенных растениях.        

## Публикации
- Récits laurentiens (1919).
- Croquis laurentiens (1920).
- Flore laurentienne (1935).
- Flore de l'Anticosti-Minganie (1969).
- Mon miroir — Journaux intimes 1903—1920 — Texte intégral, 2004, Éd. Fidès.